# Collada del Rei (Carreu)

La Collada del Rei, respecte del terme d'Abella de la Conca

La Collada del Rei és una collada situada a 1.563,1 msnm, en el terme municipal d'Abella de la Conca, al Pallars Jussà, a la vall de Carreu.
És a la part oriental de la vall de Carreu, al nord-oest del Coll de Llívia, i al sector sud-oriental de la Serra del Boumort. Hi passa el Camí de Boumort.